# Phytomyptera biseta
Phytomyptera biseta är en tvåvingeart som beskrevs av Barraclough 1985. Phytomyptera biseta ingår i släktet Phytomyptera och familjen parasitflugor. Inga underarter finns listade i Catalogue of Life.